# Club Atlético Colegiales
Maillots
Le Club Atlético Colegiales est un club paraguayen de football basé à Asuncion, la capitale du pays.

## Histoire
L'Atlético Colegiales est fondé le 7 janvier 1977 à Asuncion. Il découvre la première division paraguayenne lors de la saison 1983, à la suite de son titre de champion du Paraguay de deuxième division. Si le club n'a jamais brillé en championnat, il parvient à se maintenir au plus haut niveau pendant près de vingt ans, avant d'être relégué en 2001.
Le club prend part à trois reprises aux compétitions continentales. En 1991, après avoir décroché sa qualification à l'issue du championnat précédent, l'Atlético découvre la Copa Libertadores. Le baptême du haut niveau sud-américain se passe plutôt bien : après être sorti en tête de son groupe du premier tour, le club chute en huitièmes de finale face à un autre club paraguayen, Club Olimpia. Quatre ans plus tard, lors de la Copa CONMEBOL 1995, il fait encore mieux en atteignant le dernier carré de la compétition, éliminant au passage The Strongest La Paz de Bolivie puis les Uruguayens de Sud América. L'aventure s'achève en demi-finale contre le club argentin de Rosario Central. L'Atlético fait une dernière apparition continentale lors de la Copa Libertadores 2000 mais n'y dépasse pas la phase de poules.
Parmi les joueurs renommés ayant porté les couleurs du club, on peut citer les internationaux paraguayens Víctor Hugo Ortiz, Juan Ortiz et Delio César Toledo.

## Palmarès
- Championnat du Paraguay D2 :
  - Champion en 1982

- Championnat du Paraguay D3 :
  - Champion en 1979 et 2008